# Sandro Maierhofer
Sandro Maierhofer (* 31. Mai 1985) ist ein ehemaliger liechtensteinischer Fussballspieler.

## Karriere

### Verein
Seine Vereinslaufbahn ist bis auf eine mindestens fünfjährige Station beim FC Balzers unbekannt.

### Nationalmannschaft
Maierhofer gab sein Länderspieldebüt in der liechtensteinischen Fussballnationalmannschaft am 7. Juni 2003 beim 1:3 gegen Mazedonien im Rahmen der Qualifikation zur Fussball-Europameisterschaft 2004. Bis 2006 war er insgesamt neun Mal für sein Heimatland im Einsatz.